# Šaćir Filandra
Šaćir Filandra (ur. 1961 w Crniciu koło Stolaca) – hercegowiński filozof, profesor zwyczajny filozofii politycznej na Wydziale Nauk Politycznych Uniwersytetu w Sarajewie.

## Życiorys
W 1985 ukończył studia na Wydziale Filozoficznym Uniwersytetu w Sarajewie (kierunek Filozofia i Socjologia). Doktoryzował się z filozofii politycznej. W 2008 został profesorem zwyczajnym na swojej Alma Mater. Wykłada filozofię polityczną, socjologię języka, politykę tożsamości oraz filozofię społeczną na Wydziale Nauk Politycznych. W latach 1999-2000 wykładał gościnnie na Wydziale Historii i Nauk Politycznych Uniwersytetu Yale w Stanach Zjednoczonych (poprowadził tam dwa kolokwia na temat bośniackiej tożsamości politycznej i tożsamości islamskiej we współczesnej Europie). Od 2011 do 2019 był dziekanem Wydziału Nauk Politycznych Uniwersytetu w Sarajewie. Napisał ponad czterdzieści artykułów naukowych.
Od 1994 do 2010 był redaktorem naczelnym sarajewskiego wydawnictwa „Sejtarija”. W latach 1988-1990 pełnił funkcję redaktora naczelnego czasopisma kulturalnego „Lica” w Sarajewie, natomiast od 2001 do 2009 był prezesem bośniackiej wspólnoty kulturalnej „Preporod”.

## Publikacje
Jest autorem następujących książek:
- Bošnjaci nakon socijalizma,
- Bošnjačka politika u XX stoljeću (nagroda gazety „Dnevni avaz”, wydarzenie kulturalne 1999 roku),
- Bošnjaci i Moderna,
- Bošnjačka ideja (wraz z Enesem Kariciem)[3].